# دمیترو لیتوین
دمیترو لیتوین (اوکراینی: Дмитро Андрійович Литвин؛ زادهٔ ۲۱ نوامبر ۱۹۹۶) بازیکن فوتبال اهل اوکراین است.
از باشگاه‌هایی که در آن بازی کرده‌است می‌توان به باشگاه ورزشی آوش و باشگاه فوتبال متالیست خارکوف اشاره کرد.
وی همچنین در تیم ملی فوتبال زیر ۲۱ سال اوکراین بازی کرده‌است.